# 扎利日尼亞
50°28′36″N 24°29′46″E / 50.47667°N 24.49611°E
扎利日尼亞（烏克蘭語：Залижня），是烏克蘭西部的村莊，隸屬利維夫州的舍普季茨基區。該村面積1.25平方公里，海拔高度224米，2024年人口291，人口密度每平方公里240人。